# Manganoneptunita
La manganoneptunita és un mineral de la classe dels silicats, que pertany al grup de la neptunita. Rep el seu nom per tractar-se de l'anàleg amb manganès de la neptunita.

## Característiques
La manganoneptunita és un fil·losilicat de fórmula química Na₂KLi(Mn2+,Fe2+)₂Ti₂[Si₈O24]. Cristal·litza en el sistema monoclínic. La seva duresa a l'escala de Mohs és 5 a 6. Forma una sèrie de solució sòlida amb la neptunita.
Segons la classificació de Nickel-Strunz, la manganoneptunita pertany a «09.EH - Estructures transicionals entre fil·losilicats i altres unitats de silicat» juntament amb els següents minerals: neptunita, watatsumiïta, magnesioneptunita, grumantita, sarcolita, ussinguita, leifita, teliuixenkoïta, eirikita i nafertisita.

## Formació i jaciments
Va ser descoberta al mont Maly Mannepakhk, al massís de Khibini, a l'óblast de Múrmansk (Districte Federal del Nord-oest, Rússia), on sol trobar-se associada a altres minerals com: aegirina, natrolita, analcima, lamprofil·lita, murmanita, lomonossovita, eudialita, pectolita, vil·liaumita i sodalita. També ha estat descrita al Canadà, a Groenlàndia, a Malawi, al Marroc, a Namíbia i als Estats Units.